# Gerwisch
Gerwisch là một đô thị thuộc huyện Jerichower Land, bang Sachsen-Anhalt, Đức. Đô thị Gerwisch có diện tích 7,61 km², dân số thời điểm ngày 31 tháng 12 năm 2006 là 2651 người.